# Sainte-Brigitte

Sainte-Brigitte este o comună în departamentul Morbihan, Franța. În 1 ianuarie 2022 avea o populație de 178 de locuitori.